# Nikolaus von Lutterotti

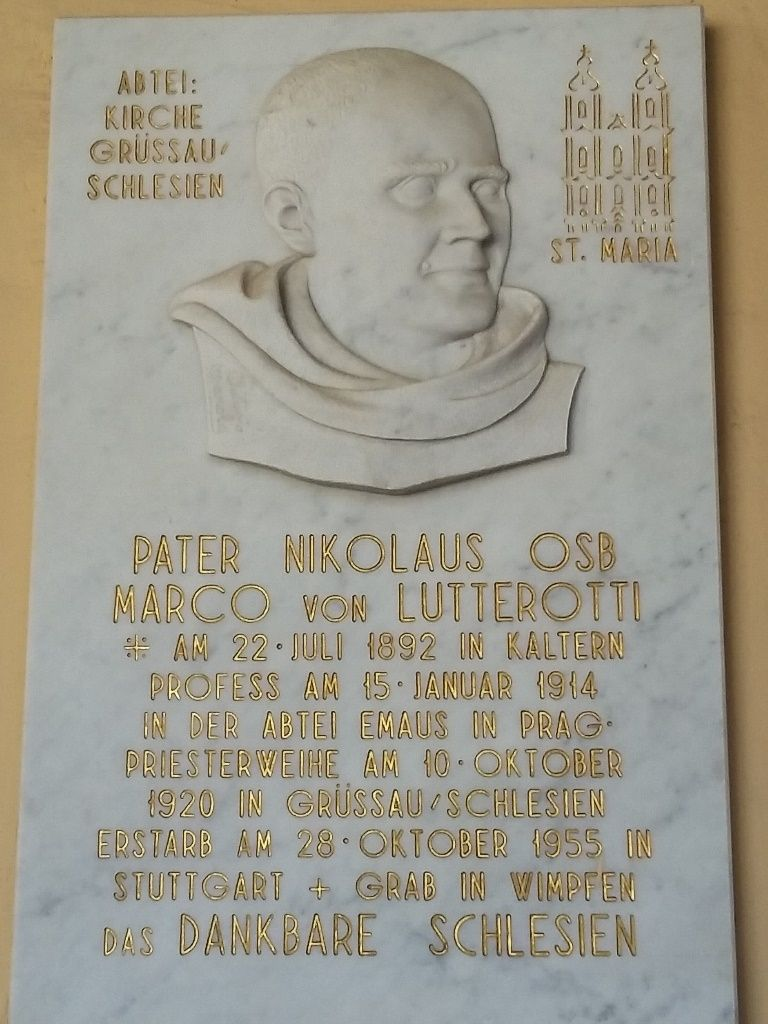
Gedenktafel auf dem Friedhof in Kaltern

Nikolaus von Lutterotti OSB (* 22. Juli 1892 in Kaltern, Österreichisch-Ungarische Monarchie als Markus von Lutterotti, auch Marco von Lutterotti; † 28. Oktober 1955 in Stuttgart) war Benediktiner, Prior, Archivar und Bibliothekar der Benediktinerabtei Grüssau in Niederschlesien. Zudem war er ein beliebter Prediger und machte sich auch einen Namen als Verfasser biographischer, kunstgeschichtlicher und genealogischer Schriften. Besondere Bedeutung erlangte seine Seelsorge nach 1945 mit dem Übergang Schlesiens an Polen, das sich schon bald zu einem kommunistisch geprägten Land entwickelte. Ab 1946 wirkte er zudem als Spiritual der aus Lemberg vertriebenen polnischen Benediktinerinnen.

## Leben
Nikolaus von Lutterotti, dessen Vorfahren 1737 von Kaiser Karl VI. den erblichen Reichsadel verliehen bekamen, wurde als Markus von Lutterotti im Roten Haus in Kaltern geboren. Seine Eltern waren der in Venedig geborene spätere Notar Markus (Marco) von Lutterotti (1843–1898) und Marie geb. von Hepperger zu Tirschtenberg und Hoffensthal (1848–1914). Ab 1902 besuchte er das Bozener Franziskanergymnasium, das er 1910 mit der Matura abschloss. Da er beabsichtigte Priester zu werden, immatrikulierte er sich zum Wintersemester 1910/11 an der Katholisch-Theologischen Fakultät der Leopold-Franzens-Universität in Innsbruck, wo er Alumne am Canisianum war. Im vierten Semester befasste er sich mit dem Gedanken, Ordensgeistlicher zu werden. Im September 1912 besuchte er den Eucharistischen Weltkongress in Wien und benutzte die Gelegenheit, auf der Rückfahrt seine beiden älteren Schwestern in Prag zu besuchen, die seit 1910 bzw. 1911 als Novizinnen in der Benediktinerinnenabtei St. Gabriel in Smíchov lebten. In Prag lernte er die Benediktinerabtei Emaus kennen, die 1880 mit kaiserlicher Genehmigung mit deutschen Benediktinern aus der Abtei Beuron besiedelt wurde, die während des Kulturkampfes aus Preußen ausgewiesen worden waren. Bereits am 5. Oktober 1912 trat von Lutterotti als Novize dort ein und nahm den Ordensnamen Nikolaus an. Die Ordensgelübde legte er am 15. Januar 1913 ab.
Nach Ausbruch des Ersten Weltkriegs 1914 musste von Lutterotti seine Ausbildung unterbrechen, da Abt Albanus Schachleiter in den Klosterräumen verschiedene caritative Einrichtungen, u. a. eine Suppen- und Armenküche sowie ein Lazarett eingerichtet hatte. Von Lutterotti und weitere jüngere Ordensangehörige wurden als Sanitätshelfer des k.u.k-Krankenzuges PK 45 eingesetzt, der aus sechzehn Krankenwagen bestand, die zu allen Kriegsschauplätzen führten. Während eines kurzen Aufenthalts in Emaus erhielt er am 22. Juli 1916 durch den Prager Weihbischof Franz Brusák die Diakonweihe.
Mit dem Auseinanderbrechen der k.u.k.-Monarchie und der Gründung der Tschechoslowakei 1918 musste der deutsche Konvent der Beuroner Kongregation 1919 Prag verlassen. Neue Heimstatt wurde das ehemalige Zisterzienserkloster Grüssau in Niederschlesien, das 1810 Opfer der Säkularisation geworden war. Dort wurde Nikolaus von Lutterotti, der nach Kriegsende seine theologische Ausbildung in der Abtei Beuron abgeschlossen hatte, am 10. Oktober 1920 durch den Breslauer Weihbischof Valentin Wojciech zum Priester geweiht. Neben seiner Tätigkeit als Seelsorger und Prediger in Grüssau und den ehemaligen Stiftsdörfern wurde ihm die Stelle des Bibliothekars und Archivars übertragen. Dadurch wurde es ihm möglich, die Abteigeschichte und das historische Erbe der Grüssauer Zisterzienser sowie des zugehörigen Stiftslandes zu erforschen und zu erhellen. Über seine gewonnenen Erkenntnisse hielt er Vorträge und veröffentlichte zahlreiche Publikationen, die bis heute wertvolle Beiträge zur schlesischen Kultur- und Kirchengeschichte darstellen. Bereits 1923 hatte er den „Führer durch die Heiligtümer der Abtei Grüssau“ verfasst. Von 1922 bis 1924 war er zudem Spiritual im Magdalenerinnenkloster Lauban. 1926 wurde er zum ordentlichen Mitglied der Historischen Kommission für Schlesien berufen und 1931 zum Pfleger der Kunstdenkmäler der Provinz Niederschlesien sowie als kirchlicher Archivpfleger für das Dekanat Landeshut ernannt. Daneben wirkte er zeitweise als Novizenmeister sowie als Leiter von Exerzitien und Einkehrtagen. Von 1926 bis 1946 war er zudem Rektor der Oblatengemeinschaft. In dieser Zeit wuchs die Gemeinschaft auf etwa 250 Mitglieder an. Im Gegensatz zu Abt Albert Schmitt lehnte von Lutterotti die nationalsozialistische Politik ab, da er darin einen Widerspruch zur christlichen Lehre sah. Trotzdem wurde er 1943 von Abt Albert zum Prior berufen. Am 9. September 1943 erhielt von Lutterotti durch eine politisch gut informierte Person den Hinweis, dass ihm eine Festnahme drohe. Daraufhin begab er sich zu einer schon länger geplanten Behandlung in ein Krankenhaus im böhmischen Trautenau.
Nachdem Grüssau wie der größte Teil Schlesiens nach dem Zweiten Weltkrieg 1945 an Polen gefallen war, wurde 1946 fast der gesamte Konvent zusammen mit dem größten Teil der einheimischen Bevölkerung vertrieben. Abt Albert Schmitt hatte Grüssau zusammen mit den älteren bzw. kranken Mönchen bereits im Januar 1945 verlassen und gründete 1947 für seinen Konvent die Abtei Grüssau in Bad Wimpfen im Bistum Mainz.
Da von Lutterotti als Südtiroler 1918 die italienische Staatsangehörigkeit annehmen musste, durfte er, zusammen mit vier weiteren Mitbrüdern anderer Nationalitäten, in Grüssau bleiben, das nach Kriegsende 1945 in Krzeszów umbenannt worden war. Um das Kloster und die kostbare Innenausstattung der Kirchen, die Bibliothek, das Archiv, die Paramente u. a. zu retten, unterstellte er in Absprache mit Abt Albert Schmitt die Abtei Grüssau der polnischen Benediktinerabtei Tyniec bei Krakau. Hierfür erlangte er auch die Zustimmung des Breslauer Apostolischen Administrators Karol Milik.
Nachdem im Waldenburger Bergland und in der Umgebung von Landeshut fast 20.000 deutsche Fabrik- und Bergwerkarbeiter nicht vertrieben, sondern als dringend benötigte Facharbeiter zunächst zurückgehalten wurden, übernahm von Lutterotti die Seelsorge für einen Teil dieser Deutschen, für deren Belange er sich einsetzte und die er in jeder Weise unterstützte. Zu seinem Seelsorgsbezirk gehörten neben Grüssau u. a. Gottesberg, Rothenbach und Schwarzwaldau sowie ab Juli 1947 die große Gemeinde Friedland an der Landesgrenze zur Tschechoslowakei. Daneben wirkte er ab 1946 als Spiritual für die in Grüssau neu angesiedelten polnischen Benediktinerinnen, die aus der Allerheiligenabtei aus Lemberg vertrieben worden waren. Zugleich bemühte er sich um die Verbesserung des Zusammenlebens zwischen Deutschen und Polen. Da die Kinder der zurückgebliebenen Deutschen bis 1949 keine Schulen besuchen durften, förderte von Lutterotti einen privat organisierten, geheimen Religionsunterricht, der in Privatwohnungen stattfand. Häufig erteilte er ihnen auch Nachhilfe in Deutsch und Mathematik sowie Kenntnisse in Geschichte und Geographie. Erst nachdem die DDR 1951 die Oder-Neiße-Linie anerkannt hatte, wurden in einigen Orten Niederschlesiens für die deutschen Kinder Schulen mit deutscher Unterrichtssprache erlaubt.
Zu Schwierigkeiten und Verfolgungen kam es ab 1951 unter dem vom kommunistischen Regime eingesetzten Kapitularvikar Kazimierz Lagosz. Staatskonform betrieb dieser u. a. das Verbot des Religionsunterrichts, die Auflösung der Diözesan- und Ordens-Konvikte und der Frauenklöster sowie die Verstaatlichung des klösterlichen Besitzes. Am 5. Mai 1953 kam unangemeldet eine Kommission von der Breslauer Diözesankurie nach Krzeszów/Grüssau, die ein Dekret des Kapitularvikars Lagosz vorlegte und das Kloster visitieren sollte. Trotz von Lutterottis Einspruchs und Hinweis auf die Exemtion des Klosters durchsuchten sie Sakristei, Archiv, Bibliothek und weitere Räume. Schon einige Zeit vorher hatte die Geheime Sicherheitspolizei eine Hausdurchsuchung unternommen. Am Pfingstmontag, dem 25. Mai 1953, erschien am Nachmittag eine Kommission, die aus sechs von Lagosz ernannten Kanonikern und einem weltlichen Beamten der Kurie bestand. Sie beschlagnahmte den Großteil der wertvollen Barockparamente sowie noch aus der Zisterzienserzeit stammende liturgische Geräte. Da sich von Lutterotti wegen eines auf 17.00 Uhr festgesetzten Hochamts in Gorce (Rothenbach) befand, wurde er dort von einem kommunistisch gesinnten Dekan mit dem Auto abgeholt. Weil er darauf bestand, den Gottesdienst abzuhalten, wurde ihm nach der Rückkehr nach Krzeszów/Grüssau die Beichtjurisdiktion, die ihm noch von Erzbischof Adolf Bertram erteilt worden war, abgenommen. Ebenso die vom Apostolischen Administrator Karol Milik erteilte Genehmigung für die Deutschenseelsorge in 16 Pfarreien bzw. Kuratien. Als sich von Lutterotti im Oktober 1953 bei der Kurie in Breslau befand, wo er ein Examen in der polnischen Sprache abzulegen hatte, wurden das Kloster, die Kirchen und Gärten von der Geheimen Sicherheitspolizei durchsucht. Nach seiner Rückkehr stand von Lutterotti Tag und Nacht unter Polizeibewachung, da er verdächtigt wurde, mit einem Geheimsender Nachrichten an den Vatikan zu übermitteln. Zugleich wurden die wertvolle Klosterbibliothek, das Klosterarchiv und die meisten der kunst- und kulturhistorischen Exponate nach Breslau abtransportiert, da diese nicht staatlich angemeldet bzw. abgeliefert worden seien.
Trotz des andauernden politischen Drucks in der stalinistischen Ära führte von Lutterotti seine seelsorglichen Aufgaben gewissenhaft fort. Als ihm zu Weihnachten 1953 von Lagosz verboten wurde, deutsch zu predigen, bemühte er sich ab Januar 1954 mit Hilfe der italienischen Botschaft um eine Ausreise, die im November 1954 genehmigt wurde. Die von ihm in Grüssau zusammengetragene Sammlung mit über 16.000 Andachtsbildern durfte er nicht mitnehmen. Sie gelangte später an das  Ethnographischen Museum  in Breslau (Muzeum Etnograficzne we Wrocławiu), einer Zweigstelle des Nationalmuseums Breslau.
Über Wien und Innsbruck gelangte er zu seinen Verwandten in Kaltern, wo er sich zunächst gesundheitlich erholte. Dort verfasste er am 1. Jänner 1955 ein Memorandum für den Vatikan, in dem er die Zustände im Erzbistum Breslau und dem Bistum Kattowitz von Kriegsende 1945 bis November 1954 schilderte. Am Karfreitag 1955 kam er bei seinem Konvent in Wimpfen an. Am 28. Oktober 1955 starb er im Stuttgarter Marienhospital an den Folgen einer schweren Infektionskrankheit, die in Schlesien nicht rechtzeitig erkannt worden war. Im Anschluss an das Requiem in der Abteikirche von Wimpfen wurde sein Leichnam unter großer Anteilnahme und Betroffenheit auf dem dortigen Cornelienfriedhof beigesetzt. Auch in der Abteikirche von Krzeszów/Grüssau wurde ein Requiem gehalten, an dem neben den polnischen Benediktinerinnen deutsche und polnische Gläubige aus der ganzen Umgebung teilnahmen. Am 2. September 1970 wurde auf dem Friedhof von Kaltern für Nikolaus von Lutterotti eine Gedenktafel beim Lutterotti-Familiengrab angebracht und mit Ansprachen des Kirchenhistorikers Hubert Jedin und des Kunsthistorikers Günther Grundmann eingeweiht.

## Veröffentlichungen
- Führer durch die Heiligtümer der Abtei Grüssau. Grüssau 1923
- Der Maler des Grüssauer Hauptaltarbildes – Tragikomisches aus einem Künstlerleben. In: Schlesisches Pastoralblatt, Jahrgang 1926, S. 10–12.
- Abt Dominicus Geyer von Grüssau (1696–1726). In: Schlesisches Pastoralblatt, Nr. 9, September 1926 S. 129–132; Fortsetzung Heft 10, Oktober 1926 S. 145–150; Fortsetzung Heft 11, November 1926 S. 161–165
- Altgrüssauer Klostergeschichten. Breslau 1927, neu aufgelegt durch P. Ambrosius Rose, Wolfenbüttel 1962
- Vom unbekannten Grüssau. 1928
- Die ‚Böhmischen Dörfer‘ des Zisterzienser-Klosters Grüssau in Schlesien. In: Jahrbuch des Deutschen Riesengebirgs-Vereins 16, 1927, S. 47–59
- Bernhard Rosa. In: Schlesische Lebensbilder. Band 3, Breslau 1928, S. 89–95
- Abtei Grüssau. Ein Führer. Grüssau 1930
- Michael Willmanns Gemälde in der Schloßkapelle zu Lobris, Kreis Jauer. In: Schlesische Geschichtsblätter. Mitteilungen des Vereins für Geschichte Schlesiens, 1930, Nr. 2, S. 25–30
- Das Grüssauer Willmannbuch. 1931
- Die Erzdekanalkirche zur Geburt Unserer Lieben Frau zu Trautenau. Baugeschichte und Beschreibung. Katholischer Pressverein für Ostböhmen, Trautenau 1932
- Abt Innozenz Fritsch (1727–1734), der Erbauer der Grüssauer Abteikirche. Bergland-Verlag Schweidnitz, 1935
- Vom unbekannten Grüssau. In: Hirtenliebe und Heimattreue, hrsg. von P. Ambrosius Rose, Brentanoverlag Stuttgart 1957
- Abt Bernardus Rosa von Grüssau, postum hrsg. von P. Ambrosius Rose, Stuttgart 1960